# Polyrhachis hauxwelli
Polyrhachis hauxwelli är en myrart som beskrevs av Charles Thomas Bingham 1903. Polyrhachis hauxwelli ingår i släktet Polyrhachis och familjen myror. Inga underarter finns listade i Catalogue of Life.